# Baseball la Jocurile Olimpice de vară din 2008
Basebalul la Jocurile Olimpice din 2008 s-au desfășurat la Beijing de pe 13 pe 23 august. Toate partidele au fost jucate la Wukesong Baseball Field. Nu a existat un turneu olimpic de basebal feminin; femeile au participat la turneul olimpic de softball, foarte asemănător cu turneul de baseball.
CIO a decis remoția acestui sport de la Jocurile Olimpice din 2012 care s-au desfășurat la Londra.

## Formula
La turneu vor partecipa 8 echipe. Toate echipele vor fi puse într-o grupă la care primele 4 echipe se vor califica în semifinală. Înfrântele se vor bate în finala pentru al 3-lea și al 4-lea loc care va da numele echipe ce va câștiga bronzul însă câștigătoarele se vor califica la finala care va decide cine valua medalia de aur.

## Calendar
| Totale | 1°T | 1°T | 1°T | 1°T | 1°T | 1°T | 1°T | 1°T |  | SF | Finala | 1 |

|  | calificațiile |  | FINALELE |

## Medalii
| Eveniment | Aur              | Argint | Bronz                      |
| Baseball  | Republica Coreea | Cuba   | Statele Unite ale Americii |

## Prima fase
| Echipă                     | Jucate | Câștigate | Pierdute | Puncte înscrise | Puncte primite | Perc |
| -------------------------- | ------ | --------- | -------- | --------------- | -------------- | ---- |
| Canada                     |        |           |          |                 |                |      |
| China                      |        |           |          |                 |                |      |
| Taipeiul Chinez            |        |           |          |                 |                |      |
| Cuba                       |        |           |          |                 |                |      |
| Japonia                    |        |           |          |                 |                |      |
| Coreea de Sud              |        |           |          |                 |                |      |
| Țările de Jos              |        |           |          |                 |                |      |
| Statele Unite ale Americii |        |           |          |                 |                |      |

## Semifinali
| 22/08/2008 | 10.30 | Prima di grupă | - | a 4a din grupă |  |  | Wukesong Baseball Field |
| 22/08/2008 | 18.00 | a 2a din grupă | - | a 3a din grupă |  |  | Wukesong Baseball Field |

## Finala 3/4 loc
| 23/08/2008 | 10.30 | Înfrânta din prima semifinală | - | Înfrânta din a 2a semifinală |  |  | Wukesong Baseball Field |

## Finala
| 23/08/2008 | 18.00 | Câștigătoarea din prima semifinală | - | Câștigătoarea din a 2a semifinală |  |  | Wukesong Baseball Field |